# 7042 Carver
7042 Carver è un asteroide della fascia principale. Scoperto nel 1933, presenta un'orbita caratterizzata da un semiasse maggiore pari a 2,2890360 UA e da un'eccentricità di 0,2189914, inclinata di 2,20334° rispetto all'eclittica.